# Inverse Multiplexing for ATM
Inverse Multiplexing for ATM (IMA) ist ein standardisiertes Datenübertragungsverfahren aus der Telefonie. Dabei werden Daten in Form von ATM-Zellen über ein Bündel von ISDN-Leitungen nach E1- oder DS1/T1-Standard übertragen. 
Bei paralleler Übertragung über mehrere Leitungen werden die Daten mittels Demultiplexer aufgeteilt und hinterher mit einem Multiplexer wieder passend zusammengesetzt. IMA erlaubt eine schrittweise Erhöhung oder Verringerung der Leitungskapazität, wenn mehrere E1/DS1-Leitungen zur Verfügung stehen und Verwendung einer anderen Übertragungstechnik wie zum Beispiel Glasfaser nicht möglich ist. Die maximale Anzahl von Leitungen beträgt 32, was einer Gesamtrate von 64 bzw. 48 Mbit/s entspricht.
Der Standardentwurf wurde vom ATM Forum im Juli 1997 vorgelegt und wurde in der endgültigen Version 1.1 im März 1999 freigegeben. Sie führt das IMA-Protokoll ein, das Teil der Bitübertragungsschicht ist und damit unterhalb der ATM-Schicht liegt.
Das Übertragen der ATM-Zellen erfolgt im Round-Robin-Verfahren und geschieht transparent für die Endgeräte auf den beiden Seiten. Das Leitungsbündel wird als IMA Gruppe bezeichnet, die einzelnen Leitungen als IMA Links. Der Zellstrom wird in IMA-Rahmen mit üblicherweise 128 Zellen  gegliedert. Jeder IMA-Rahmen enthält eine Zelle, die ICP-Zelle (IMA Control Protocol) mit Informationen über die Gruppen- und Linkzustände der sendenden Seite.
Das Hinzufügen oder Entfernen von Links ist ohne Zellverlust möglich. Eine Unterbrechung einer Leitung wird automatisch von der IMA-Schicht erkannt, die daraufhin den Link selbständig aus dem Verbindungssteuerung herausnimmt. Wird die Leitung wieder benutzbar, wird der Link wieder aktiviert.
IMA wird u. a. in Mobilfunknetzen zur Anbindung von Basisstationen verwendet.